# Joseph Conrad
Joseph Conrad, născut Józef Teodor Konrad Korzeniowski (n. 3 decembrie 1857, Berdîciv, gubernia Kiev⁠(d), Imperiul Rus – d. 3 august 1924, Bishopsbourne, Canterbury (district), Anglia, Regatul Unit) a fost un romancier englez, la origine polonez din Ucraina.

## Biografie
Joseph Conrad, pe numele lui real Józef Teodor Konrad Korzeniowski, a fost fiul Evelinei Korzeniowski și al lui Apollo Nalecz Korzeniowski (traducător, scriitor și patriot polon antițarist). Părinții săi au fost surghiuniți, împreună cu fiul lor de patru ani, în regiunea Vologda, unde au trăit în condiții precare. Amândoi s-au îmbolnăvit de tuberculoză  și au murit, așa că micul Józef a rămas în custodia unchiului său dinspre mamă, Tadeusz Bobrowski. Acesta n-a fost tocmai încântat să afle că băiatul, care primise lecții particulare (de la latină la limbi străine, geografie și matematică) visa să facă înconjurul lumii pe mare; dar decât să fie recrutat de armata rusă, l-a lăsat să plece la Marsilia. 
În 1875 Joseph Conrad a întreprins prima călătorie pe mare, ca pasager pe corabia Mont Blanc, care l-a dus până în Martinica, și pe care s-a îmbarcat din nou, în vară, ca marinar, cu detinația Indiile de Vest.
În următorii cincisprezece ani, Conrad a fost pe mare și prin porturi, făcând și contrabandă și datorii la jocuri de noroc, vrând chiar să se sinucidă din cauza uneia. A scăpat, dar a fost obligat să părăsească vasele franceze în favoarea celor britanice. Și-a dat examenele, și-a luat un master, a devenit cetățean englez și tot atunci și-a schimbat și numele.
În 1895 a apărut la Editura Fischer Unwin primul roman al lui Joseph Conrad, Hanul lui Almayer.
La data de 24 martie 1896, Joseph Conrad s-a căsătorit cu Jessie George, fiica unui librar din Londra. Îi apare al doilea roman, Proscrisul din arhipelag. A scris nuvelele „Un avanpost al civilizației” și „Laguna”. 
În 1897 a publicat în revista New Review povestirea „Negrul de pe Narcis”, editată apoi de Heinemann. S-a stabilit la ferma Ivy Walls din Essex.
În ianuarie 1898 s-a născut Borys, primul fiu al lui Conrad, iar în august 1906 cel al doilea fiu, John Alexander.
În 1913 a apărut romanul Chance (Întâmplarea), primul roman de succes al lui Conrad.
În data de 3 august 1924 a decedat subit în urma unui atac de cord. A fost înmormântat la 7 august la Canterbury.

## Opere (selecție)

### Romane, nuvele
- Hanul lui Almayer (1895)
- Proscrisul din arhipelag (1896)
- Negrul de pe Narcis (1897)
- Inima întunericului (1899)
- Lord Jim (1900)
- The Inheritors (cu Ford Madox Ford) (1901)
- Taifun (1902, începută în 1899)
- Romance (cu Ford Madox Ford, 1903)
- Nostromo (1904)
- The Mirror of the Sea (1906)
- Agentul secret (1907)
- Sub ochii Occidentului (1911)
- Chance (1913)
- Victorie (1915)
- Hotarul din umbră (1917)
- The Arrow of Gold (1918) - autobiografie
- The Arrow of Gold (1919)
- The Rescue (1920)
- The Nature of a Crime (1923, cu Ford Madox Ford)
- The Rover (1923)
- Suspense: a Napoleonic Novel (1925; neterminat, publicat postum)